# هيئة الموسوعة العربية
هيئة الموسوعة العربية، هي هيئة عامة سورية ذات طابع علمي ثقافي، تأسست عام 1981، ومركزها مدينة دمشق مرتبطة بوزير الثقافة. تعتمد الموسوعة على مبدأ التأليف منهجاً وأسلوباً ويقوم بإعدادها بحّاثة عرب، ويستعان بباحثين أجانب أو بمصادر أجنبية عند الضرورة بطريق الترجمة.
وقد جعلت الهيئة مجلدات الموسوعة ميسرة الاقتناء للقراء. وهي هدية سورية إلى الأمة العربية كافة وإلى كل من يقرأ بالعربية أو يهتم بحضارة العرب.

## إحداث الهيئة
أحدثت هيئة الموسوعة العربية بمقتضى المرسوم التشريعي رقم 3 تاريخ 5/1/1981، الذي نص على أنها هيئة عامة ذات طابع علمي ثقافي تتمتع بشخصية اعتبارية واستقلال مالي وإداري، وترتبط برئاسة الجمهورية العربية السورية، ومركزها مدينة دمشق ولها أن تنشئ مكاتب تابعة لها في داخل الجمهورية العربية السورية وخارجها. وقد عدل ارتباطها بناء على أحكام القانون رقم/7/ المتضمن إحداث وزارة الثقافة، لاسيما المادة /7/ منه التي تضمنت تعديل جهة ارتباط هيئة الموسوعة العربية لتصبح الهيئة مرتبطة بوزير الثقافة.

## أهدافها
تتولى الهيئة إصدار موسوعة عربية شاملة وموسوعات متخصصة وملاحقتها ومتابعة تطورها. كما تهدف الموسوعة العربية إلى توفير مرجع علمي عربي يتناول جميع جوانب المعرفة ويتصف بالدقة العلمية والشمول، ويُحِلُّ الحضارة العربية الإسلامية ومنجزاتها محلها في مسيرة الحضارة العالمية، وتقدم للقارئ المعارف الإنسانية وتُعرِّفه قضايا العصر ومشكلاته وتلبي حاجته العلمية والثقافية والتقنية.
تتوخَّى الموسوعة العربية المستوى العلمي للمثقف العادي غير المتخصص مع بساطة في العرض والأسلوب، وتُعتمد مواردها على صورة مقالات تتناول الموضوع من جوانبه جميعاً، وترتب وفق ترتيب حروف الهجاء، تحقق قدراً من التراكم المعرفي، وتحفِّز القارئ إلى مزيد من التعلّق بالعلم والتماس الحقائق العلمية وفهمها.

## البنية التنظيمية
للهيئة مجلس إدارة هو السلطة العليا لإدارتها وتصريف أمورها. ويتألف هذا المجلس من المدير العام ومن المدير العام المساعد ومديري الإدارات ورؤساء الأقسام العلمية وثلاثة من كبار المفكرين تتم تسميتهم بقرار جمهوري بناء على اقتراح المدير العام. وللهيئة مجلس أمناء. ويؤازر مجلس الإدارة والمدير العام لجنتان دائمتان استشاريتان هما اللجنة العلمية واللجنة الإدارية.

### مديرو الموسوعة
تولَّى الإدارة العامة لهيئة الموسوعة عدد من الأساتذة الكبار، وهم:
- الأستاذ الدكتور شاكر الفحام (1981ـ 1997)
- الأستاذ الدكتور مسعود بوبو (1997ـ 1999)
- الأستاذ الدكتور سعيد الحفار (2000ـ 2004)
- الأستاذ الدكتور محمد عزيز شكري (2004- 2012)[3]
- الأستاذ الدكتور محمود السيد (2013- 2022)
- الدكتورة سندس محمد سعيد الحلبي (2023- ) تكليفًا.

## الإصدارات
الموسوعة العربية الشاملة هي موسوعة من إصدار الهيئة تضم نحو عشرين ألف بحث في ميادين: الحضارة العربية والآداب واللغات الأجنبية، والعلوم القانونية والاقتصادية، والعلوم الإنسانية، والعلوم البحتة، والعلوم التطبيقية، والعلوم الطبية والتربية والفنون. مشكلة من اثنين وعشرين مجلداً، مضافاً إليها مجلد خاص بالمصطلحات الواردة في الموسوعة الشاملة باللغات الثلاث العربية والإنكليزية والفرنسية، إضافة إلى مجلد خاص بفهارس الموسوعة.
الموسوعة المتخصصة بالعلوم القانونية وهي من سبعة مجلدات.
الموسوعة الطبية وقد صدر منها حتى الآن ثمانية عشر مجلداً.
موسوعة الأثار في سورية وصدر منها حتى الآن سبعة مجلدات، والعمل جاري في إنجاز المجلد الثامن.
موسوعة العلوم والتقانات بمجلداتها الثمانية والعمل جار على إصدار المجلد التاسع إلكترونياً.
بالإضافة إلى جملة من الكتيبات تعالج موضوعات غاية في الأهمية، وقد صدر عنها حتى الآن تسعة وعشرون كتيباً.